# La Perla de Catar
La Perla de Catar (TPQ), (en inglés: The Pearl-Qatar) ubicada en Doha, Catar, es un  archipiélago artificial que abarca casi cuatro millones de metros cuadrados (4.000.000 m²). Es la primera en Catar con tierra disponible para ser propiedad de extranjeros.
Una vez finalizado el proyecto creará más de 32 nuevos kilómetros de costa, para uso residencial con una previsión de 15.000 viviendas en el año 2013. Desarrollado por United Development Company (UDC) y con un plan maestro de la arquitectura y el diseño de la empresa Callison, la isla se encuentra a 350 metros mar adentro de Doha de la zona de la Laguna West Bay.
El desarrollo residencial en la isla se destina a incorporar diversos temas nacionales e internacionales, incluidos aspectos relacionados con la cultura árabe, el Mediterráneo y Europa. Centros comerciales están previstos también para complementar los diversos recintos residenciales.
Los visitantes pueden obtener un primer vistazo a la primera fase de La Perla-Catar, en el puerto llamado Porto Arabia, que es la primera de las tres partes del proyecto que se ha finalizado y también Qanat Quartier es una zona residencial y comercial, inspirado en la ciudad de Venecia aunque todavía no hay locales establecidos.
El nombre de "La Perla" fue elegido porque la isla se construirá en un lugar de Catar donde anteriormente se practicaba el buceo o búsqueda de perlas. Catar fue uno de los principales comerciantes de la perla en Asia antes de que las perlas japonesas se volvieran más baratas y asequibles justo antes de la bonanza petrolera. La Perla-Catar ayudará a representar la riqueza del pasado en la industria de la perla. Una vez finalizado The Pearl representará un collar de perlas.
Habrá más de 13 islas cuando se haya terminado. La mayor de las islas contará con una amplia gama de villas de lujo, apartamentos, tres hoteles de 5 estrellas y más de dos millones de metros cuadrados de venta al por menor, restaurantes, cafés y entretenimiento. Otras 8 islas privadas en el sector llamado "Isola Dana" estarán a la venta a los propietarios particulares que tendrán la oportunidad de construir lo que deseen.
La Perla se divide en 12 distritos (también conocidos como recintos), cada uno de los cuales tiene un estilo arquitectónico distinto.

## Islas
La isla contará con varias zonas  .
- Porto Arabia
- Viva Bahriya
- Costa Malaz
- Abraj Quartiers
- Qanat Quartier
- Perlita Villas
- Giardino villas
- Medina Centrale
- Floresta Gardens
- The Villas
- La Plage South
- Isola Dana

## Porto Arabia
Porto Arabia es un puerto con 31 torres residenciales con más de 150 apartamentos cada una inspiradas en el estilo mediterráneo-árabe, en la que hay restaurantes, tiendas, cafeterías, ocio, etc.
Tiene espacio para 400 barcos y una zona especial para yates de 60 metros, en el centro del puerto hay una isla donde se  empezará a construir un hotel Four Seasons .

## Isola Dana
Isola Dana es un conjunto de 9 islas privadas, donde el dueño puede construir lo que desee, las islas tienen un tamaño promedio de 18,000 metros cuadrados con embarcadero.